# Yejong van Joseon
Koning Yejong was de achtste vorst die de Joseondynastie bestuurde. Yejong, geboren als Yi Gwang, had echter een zwakke gezondheid en dus werden tijdens zijn bewind de zaken waargenomen door zijn moeder, Jeonghee. Volgens de officiële documenten van die tijd werden beslissingen genomen door koningin Jeonghee en drie adviseurs die waren aangesteld door koning Sejo. Een jaar nadat hij was aangetreden, overleed Yejong.
Yejong's oudere broer, kroonprins Uigyeong, stierf vroegtijdig en dus werd Yejong de nieuwe kroonprins. Als kroonprins droeg hij de naam Haeyang.
Na zijn dood werd Seongjong de nieuwe koning, Seongjong was de zoon van Yejong's broer Euigyeong.

## Volledige postume naam
- Koning Yejong Yangdo Heummun Seongmu Euiin Sohyo de Grote van Korea
- 예종양도흠문성무의인소효대왕
- 睿宗襄悼欽文聖武懿仁昭孝大王

- Virtual International Authority File: 6776151353540852720007